# Ratkovská Suchá
Ratkovská Suchá és un poble i municipi d'Eslovàquia. Es troba a la regió de Banská Bystrica.

## Història
La primera menció escrita de la vila es remunta al 1323.

## Demografia
| Godina             | 1994 | 2004   | 2014    | 2024    |
| ------------------ | ---- | ------ | ------- | ------- |
| Nombre de persones | 67   | 68     | 49      | 39      |
| Diferència         |      | +1,49% | −27,94% | −20,40% |

| Godina             | 2023 | 2024   |
| ------------------ | ---- | ------ |
| Nombre de persones | 42   | 39     |
| Diferència         |      | −7,14% |